# ATP Finals 2018
Die ATP Finals 2018 (offiziell Nitto ATP Finals) fanden vom 11. bis 18. November 2018 in der O2 Arena in London statt. Neben den vier Grand-Slam-Turnieren sind sie der wichtigste Wettbewerb im Herrenprofitennis; sie finden jeweils am Ende der Saison statt. Das Turnier war Teil der ATP World Tour 2018.

## Preisgeld und Punkte
Das Preisgeld betrug 8 Millionen US-Dollar.
| Runde                     | Einzel       | Doppel 1  | Punkte |
| ------------------------- | ------------ | --------- | ------ |
| Turniersieger             | + .785.000 $ | + .000 $  | +      |
| Halbfinalsieger           | + 0..000 $   | + 0.000 $ | + 400  |
| Gruppenphase pro Sieg     | + 0..000 $   | + 0.000 $ | + 200  |
| Antrittsgeld              | + 0..000 $   | + 0.000 $ | —      |
| Ersatzspieler (kein Sieg) | + 0..000 $   | + 0.000 $ | —      |

## Einzel

### Qualifikation
Es qualifizierten sich die acht bestplatzierten Spieler der Saison der ATP World Tour für diesen Wettbewerb. Dazu kamen noch zwei Reservisten. Wenn ein oder zwei Grand-Slam-Turniersieger der laufenden Saison zwischen Platz 8 und 20 der ATP World Tour platziert waren, erhielten diese den achten Start- und den ersten Reserveplatz.
| ATP-Race im Einzel | ATP-Race im Einzel      | ATP-Race im Einzel | ATP-Race im Einzel | ATP-Race im Einzel  | ATP-Race im Einzel |
| #                  | Spieler                 | Punkte             | Turniere           | Qualifikationsdatum | Grand-Slam-Siege   |
| ------------------ | ----------------------- | ------------------ | ------------------ | ------------------- | ------------------ |
| 1                  | Novak Đoković           | 8045               | 16                 | 8. September 2018   | 2                  |
| −                  | Rafael Nadal 1          | 7480               | 13                 | 11. August 2018     | 1                  |
| 2                  | Roger Federer           | 6020               | 16                 | 8. September 2018   | 1                  |
| −                  | Juan Martín del Potro 2 | 5280               | 18                 | 3. Oktober 2018     |                    |
| 3                  | Alexander Zverev        | 5085               | 20                 | 12. Oktober 2018    |                    |
| 4                  | Kevin Anderson          | 4310               | 19                 | 28. Oktober 2018    |                    |
| 5                  | Marin Čilić             | 4050               | 18                 | 2. November 2018    |                    |
| 6                  | Dominic Thiem           | 3895               | 24                 | 2. November 2018    |                    |
| 7                  | Kei Nishikori           | 3390               | 23                 | 3. November 2018    |                    |
| 8                  | John Isner              | 3155               | 22                 | 5. November 2018    |                    |
| 9                  | Karen Chatschanow       | 2835               | 25                 |                     |                    |
| 10                 | Borna Ćorić             | 2480               | 20                 |                     |                    |
| 11                 | Fabio Fognini           | 2315               | 25                 |                     |                    |
| 12                 | Kyle Edmund             | 2150               | 23                 |                     |                    |

### Gruppe Guga Kuerten

#### Ergebnisse
| Spieler          | Spieler          | Ergebnis       |
| ---------------- | ---------------- | -------------- |
| Alexander Zverev | Marin Čilić      | 7:65, 7:61     |
| Novak Đoković    | John Isner       | 6:4, 6:3       |
| Novak Đoković    | Alexander Zverev | 6:4, 6:1       |
| Marin Čilić      | John Isner       | 6:72, 6:3, 6:4 |
| Alexander Zverev | John Isner       | 7:65, 6:3      |
| Novak Đoković    | Marin Čilić      | 7:67, 6:2      |

#### Tabelle
| Pos. | Setzliste | Spieler          | Spiele | Sätze | Punkte |
| ---- | --------- | ---------------- | ------ | ----- | ------ |
| 1    | 1         | Novak Đoković    | 3:0    | 6:0   | 37:20  |
| 2    | 3         | Alexander Zverev | 2:1    | 4:2   | 32:33  |
| 3    | 5         | Marin Čilić      | 1:2    | 2:5   | 38:41  |
| 4    | 8         | John Isner       | 0:3    | 1:6   | 30:43  |

### Gruppe Lleyton Hewitt

#### Ergebnisse
| Spieler        | Spieler        | Ergebnis   |
| -------------- | -------------- | ---------- |
| Kevin Anderson | Dominic Thiem  | 6:3, 7:610 |
| Roger Federer  | Kei Nishikori  | 6:74, 3:6  |
| Kevin Anderson | Kei Nishikori  | 6:0, 6:1   |
| Roger Federer  | Dominic Thiem  | 6:2, 6:3   |
| Kei Nishikori  | Dominic Thiem  | 1:6, 4:6   |
| Roger Federer  | Kevin Anderson | 6:4, 6:3   |

#### Tabelle
| Pos. | Setzliste | Spieler        | Spiele | Sätze | Punkte |
| ---- | --------- | -------------- | ------ | ----- | ------ |
| 1    | 2         | Roger Federer  | 2:1    | 4:2   | 33:25  |
| 2    | 4         | Kevin Anderson | 2:1    | 4:2   | 32:22  |
| 3    | 6         | Dominic Thiem  | 1:2    | 2:4   | 26:30  |
| 4    | 7         | Kei Nishikori  | 1:2    | 2:4   | 19:33  |

### Halbfinale
| Spieler       | Spieler          | Ergebnis  |
| ------------- | ---------------- | --------- |
| Novak Đoković | Kevin Anderson   | 6:2, 6:2  |
| Roger Federer | Alexander Zverev | 5:7, 6:75 |

### Finale
| Spieler       | Spieler          | Ergebnis |
| ------------- | ---------------- | -------- |
| Novak Đoković | Alexander Zverev | 4:6, 3:6 |

## Doppel

### Qualifikation
Es qualifizierten sich die acht bestplatzierten Doppelpaarungen der ATP Tour für diesen Wettbewerb. Qualifiziert war allerdings auch ein Team, das ein Grand-Slam-Turnier gewonnen und sich zum Jahresende einen Platz in den Top 20 der Weltrangliste gesichert hatte.
| ATP-Race im Doppel | ATP-Race im Doppel                  | ATP-Race im Doppel | ATP-Race im Doppel | ATP-Race im Doppel  | ATP-Race im Doppel |
| #                  | Spieler                             | Punkte             | Turniere           | Qualifikationsdatum | Grand-Slam-Siege   |
| ------------------ | ----------------------------------- | ------------------ | ------------------ | ------------------- | ------------------ |
| 1                  | Oliver Marach Mate Pavić            | 7700               | 23                 | 27. Juli 2018       | 1                  |
| 2                  | Juan Sebastián Cabal Robert Farah   | 5830               | 21                 | 29. September 2018  |                    |
| 3                  | Łukasz Kubot Marcelo Melo           | 5430               | 24                 | 13. Oktober 2018    |                    |
| 4                  | Jamie Murray Bruno Soares           | 4940               | 21                 | 11. Oktober 2018    |                    |
| 5                  | Mike Bryan Jack Sock                | 4630               | 7                  | 14. Oktober 2018    | 2                  |
| –                  | Bob Bryan 1 Mike Bryan              | 4355               | 9                  |                     |                    |
| 6                  | Raven Klaasen Michael Venus         | 4300               | 24                 | 23. Oktober 2018    |                    |
| 7                  | Nikola Mektić Alexander Peya        | 3920               | 21                 | 23. Oktober 2018    |                    |
| 8                  | Pierre-Hugues Herbert Nicolas Mahut | 3490               | 11                 | 14. Oktober 2018    | 1                  |
| 9                  | Henri Kontinen John Peers           | 2740               | 20                 |                     |                    |
| 10                 | Jean-Julien Rojer Horia Tecău       | 2700               | 15                 |                     |                    |
| 11                 | Ben McLachlan Jan-Lennard Struff    | 2480               | 14                 |                     |                    |

1 Saison verletzungsbedingt beendet.

### Gruppe Knowles/Nestor

#### Ergebnisse
| Spieler                             | Spieler                             | Ergebnis  |
| ----------------------------------- | ----------------------------------- | --------- |
| Oliver Marach Mate Pavić            | Pierre-Hugues Herbert Nicolas Mahut | 6:4, 7:63 |
| Łukasz Kubot Marcelo Melo           | Mike Bryan Jack Sock                | 3:6, 6:75 |
| Oliver Marach Mate Pavić            | Mike Bryan Jack Sock                | 4:6, 6:74 |
| Łukasz Kubot Marcelo Melo           | Pierre-Hugues Herbert Nicolas Mahut | 2:6, 4:6  |
| Oliver Marach Mate Pavić            | Łukasz Kubot Marcelo Melo           | 6:74, 4:6 |
| Pierre-Hugues Herbert Nicolas Mahut | Mike Bryan Jack Sock                | 6:2, 6:2  |

#### Tabelle
| Pos. | Setzliste | Spieler                             | Spiele | Sätze | Punkte |
| ---- | --------- | ----------------------------------- | ------ | ----- | ------ |
| 1    | 8         | Pierre-Hugues Herbert Nicolas Mahut | 2:1    | 4:2   | 34:23  |
| 2    | 5         | Mike Bryan Jack Sock                | 2:1    | 4:2   | 30:31  |
| 3    | 3         | Łukasz Kubot Marcelo Melo           | 1:2    | 2:4   | 28:35  |
| 4    | 1         | Oliver Marach Mate Pavić            | 1:2    | 2:4   | 33:36  |

### Gruppe Llodra/Santoro

#### Ergebnisse
| Spieler                           | Spieler                      | Ergebnis          |
| --------------------------------- | ---------------------------- | ----------------- |
| Jamie Murray Bruno Soares         | Raven Klaasen Michael Venus  | 7:65, 4:6, [10:5] |
| Juan Sebastián Cabal Robert Farah | Nikola Mektić Alexander Peya | 6:3, 6:4          |
| Raven Klaasen Michael Venus       | Nikola Mektić Alexander Peya | 7:65, 7:65        |
| Juan Sebastián Cabal Robert Farah | Jamie Murray Bruno Soares    | 4:6, 3:6          |
| Jamie Murray Bruno Soares         | Henri Kontinen John Peers    | 3:6, 7:63, [10:3] |
| Juan Sebastián Cabal Robert Farah | Raven Klaasen Michael Venus  | 6:3, 7:65         |

#### Tabelle
| Pos. | Setzliste | Spieler                           | Spiele | Sätze | Punkte |
| ---- | --------- | --------------------------------- | ------ | ----- | ------ |
| 1    | 4         | Jamie Murray Bruno Soares         | 3:0    | 6:2   | 35:31  |
| 2    | 2         | Juan Sebastián Cabal Robert Farah | 2:1    | 4:2   | 32:28  |
| 3    | 6         | Raven Klaasen Michael Venus       | 1:2    | 3:4   | 35:37  |
| 4    | 7         | Nikola Mektić Alexander Peya      | 0:2    | 0:4   | 19:26  |
| 5    | 9         | Henri Kontinen John Peers         | 0:1    | 1:2   | 12:11  |

### Halbfinale
| Spieler                             | Spieler                           | Ergebnis         |
| ----------------------------------- | --------------------------------- | ---------------- |
| Pierre-Hugues Herbert Nicolas Mahut | Juan Sebastián Cabal Robert Farah | 6:3, 5:7, [10:5] |
| Jamie Murray Bruno Soares           | Mike Bryan Jack Sock              | 3:6, 6:4, [4:10] |

### Finale
| Spieler                             | Spieler              | Ergebnis          |
| ----------------------------------- | -------------------- | ----------------- |
| Pierre-Hugues Herbert Nicolas Mahut | Mike Bryan Jack Sock | 7:5, 1:6, [11:13] |